# 瀬戸町 (徳島県)
瀬戸町（せと ちょう / まち）は、かつて徳島県板野郡にあった町。
現在の鳴門市瀬戸町（明神・堂浦・湊谷・北泊・小島田・中島田・大島田・室・撫佐）。

## 沿革
- 1889年（明治22年）10月1日 - 町村制施行により板野郡明神村、堂浦村、湊谷村、北泊浦村、小島田村、中島田村、大島田村、室村、撫佐村が合併し、瀬戸村が発足。
- 1928年（昭和3年）11月1日 - 町制施行し瀬戸町となる。
- 1947年（昭和22年）3月15日 - 板野郡撫養町、鳴門町、里浦村と合併し、鳴南市が発足。同日瀬戸町廃止。